# Séminaire d'Augsbourg
Le séminaire Saint-Jérôme d'Augsbourg (en allemand : Priesterseminar St. Hieronymus) est le séminaire diocésain d'Augsbourg, dans le sud de l'Allemagne, et l'un des séminaires les plus importants du pays, sinon le plus important. Son histoire remonte au XVIe siècle.

## Historique

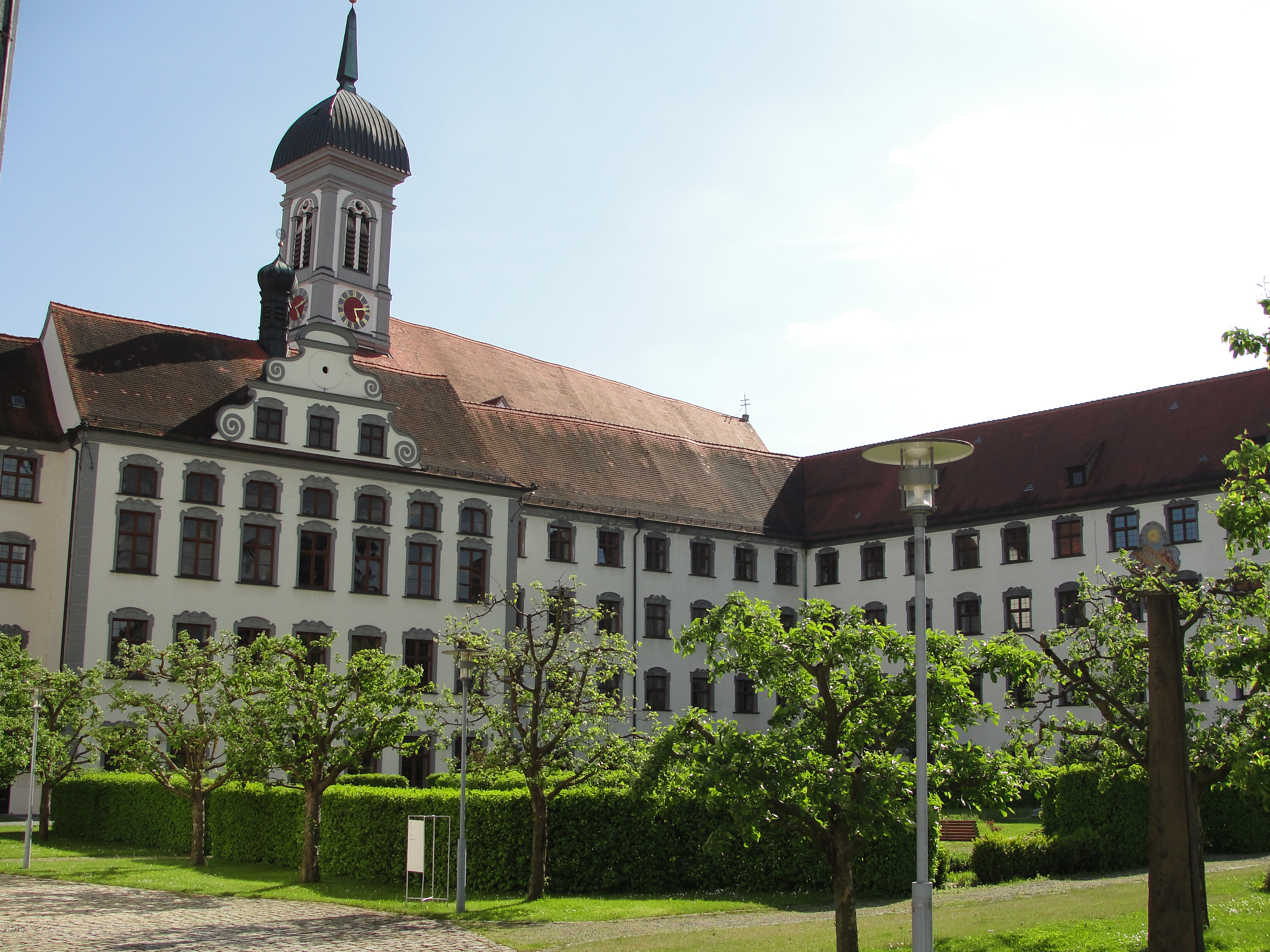
Vue des anciens locaux du Collegium St Hieronymus de Dillingen

Le prince-évêque d'Augsbourg, le cardinal Othon Truchsess de Waldbourg, fonde un collège avec un séminaire à Dillingen, qu'il confie à la compagnie de Jésus en 1549. Il s'intitule Collegium St Hieronymi (collège Saint-Jérôme). Il devient séminaire diocésain en 1614, selon les dispositions du concile de Trente et connaît une période de grand épanouissement pendant la Contre-Réforme. Des professeurs éminents y enseignent, comme au XXe siècle Walter Brandmüller. Les jésuites sont supprimés en 1773.
L'université d'Augsbourg est fondée en 1970-1971. Aussitôt Mgr Josef Stimpfle, ordinaire du lieu, décide de transférer le séminaire à Augsbourg, pour permettre aux séminaristes d'y suivre certains cours. Les anciens locaux de Dillingen abritent désormais une école normale pour les professeurs de Bavière.
Le séminaire Saint-Jérôme est d'abord hébergé dans l'ancienne maison des Filles de la Charité de Saint Vincent de Paul, puis, en 1987, le baron Alexander von Branca (1919-2011) construit sur un nouveau terrain d'Augsbourg-Hochfeld (à 8 kilomètres au sud du centre-ville), des bâtiments ultra-modernes offrant toutes les commodités aux séminaristes. Jean-Paul II envoie sa bénédiction à l'inauguration des bâtiments. Le nouveau séminaire se trouve à vingt minutes à pied de l'université d'Augsbourg.
Le séminaire accueille 34 séminaristes en 2015.

## Source
- (de) Cet article est partiellement ou en totalité issu de l’article de Wikipédia en allemand intitulé « Priesterseminar Augsburg » (voir la liste des auteurs).